# Ezrine
L'Ezrine aussi connu sous le nom de cytovilline ou villine-2 est une protéine codée chez l'homme par le gène EZR situé sur le chromosome 6 humain.

## Structure
L'extrémité N-terminale de l'ezrine contient un domaine FERM qui est subdivisée en trois sous-domaines. L'extrémité C-terminale contient un domaine ERM.

## Fonction
La membrane protéique à la périphérie du cytoplasme codée par ce gène fonctionne comme une protéine-tyrosine kinase substrat dans les microvillosités. En tant que membre de la famille des protéines ERM, cette protéine sert d'intermédiaire entre la membrane plasmique et l'actine du cytosquelette. Elle joue un rôle clé dans la structure de surface cellulaire de l'adhérence, la migration, et de l'organisation.
L’extrémité N-terminal du domaine FERM se lie fortement au sodium-hydrogène de l'échangeur de facteur de régulation (NHERF) protéines (impliquant à longue portée de l'allostérie). Le C-terminal se lie à l'actine, le phosphatidylinositol(4,5)bis-phosphate (PIP2) et des protéines membranaires comme CD44 et ICAM-2.

## Interactions
Il a été montré que l'ezrine interagit avec:
- FasR[9],[10]
- ICAM-1[11]